# Tantilla striata
Tantilla striata är en ormart som beskrevs av Dunn 1928. Tantilla striata ingår i släktet Tantilla och familjen snokar. Inga underarter finns listade i Catalogue of Life.
Denna orm är endast känd från två områden i delstaten Oaxaca i södra Mexiko. Arten lever i kulliga områden och i bergstrakter mellan 700 och 1200 meter över havet. Den vistas i tropiska lövfällande skogar. Honor lägger ägg.
Antagligen hotas beståndet av skogsröjningar. Från Tantilla striata registrerades fram till 2007 endast ett fåtal exemplar. IUCN kategoriserar arten globalt som otillräckligt studerad.